# Joos Truijen
J.H.M.O. (Joos) Truijen (22 oktober 1944 – Valkenburg, 5 april 2024) was een Nederlands politicus van het CDA.

## Biografie
Truijen was al enige tijd werkzaam in de gezondheidszorg toen hij in 1978 in Venray werd gekozen als gemeenteraadslid voor de 'Samenwerking' (later CDA). Hij legde die functie in 1983 neer, omdat hij zich wat meer wilde richten op zijn maatschappelijke carrière. Echter keerde hij in 1986 als CDA-lijsttrekker weer terug in de gemeenteraad en werd hij in 1989 wethouder. 
In december 1994 werd Truijen benoemd tot burgemeester van Hunsel en daarnaast was hij vanaf augustus 2002 tevens waarnemend burgemeester van Heythuysen. Op 1 januari 2007 fuseerden de gemeenten Haelen, Heythuysen, Hunsel en Roggel en Neer tot de nieuwe gemeente Leudal. Daarmee kwam een einde aan zijn burgemeesterschap, waarop hij vervroegd met pensioen ging.
Truijen overleed in april 2024 op 79-jarige leeftijd.